# Elek
Elek là một thành phố thuộc hạt Békés, Hungary. Thành phố này có diện tích 54,91 km², dân số năm 2010 là 4985 người, mật độ 91 người/km².